# Wildenberg
Wildenberg er en kommune i Landkreis Kelheim i Regierungsbezirk Niederbayern i den tyske delstat Bayern. Den er en del af Verwaltungsgemeinschaft Siegenburg.

## Geografi
Wildenberg ligger ei Region Regensburg. I kommunen ligger ud over Wildenberg, landsbyerne Pürkwang, Schweinbach, Irlach, Willersdorf og Eschenhart.

## Historie
Hänslin Ebran von Lauterbach byggede i 1272 Schloss Wildenberg. Den nuværende kommune blev dannet i 1818.